# Norbert d'Agostino
Norbert D'Agostino est un dirigeant sportif français né le 2 octobre 1923 à Bône et mort le 5 décembre 2000 à Marseille.

## Biographie
Il préside le club de l'Olympique de Marseille de 1977 à 1979. Le club ne remporte aucun titre sous sa présidence.